# Claude Hagège
Claude Hagège (Cartago, Tunísia) é um linguista francês.

## Obras
- La Langue mbum de nganha cameroun - phonologie - grammaire, Klincksieck, 1970
- « Les pronoms logophoriques », in: Bulletin de la Société Linguistique de Paris 69, 1974
- Le Problème linguistique des prépositions et la solution chinoise, 1975
- La Phonologie panchronique, PUF, 1978
- Le comox llamen de Colombie britannique: présentation d'une langue amérindienne, Amerindia numéro spécial, Paris, Association d'Ethnolinguistique Amérindienne, 1981
- La Structure des langues, 1982
- L'Homme de paroles, 1985
- Le Français et les siècles, Éditions Odile Jacob, 1987
- Le Souffle de la langue: voies et destins des parlers d'Europe, 1992
- The Language Builder: an Essay on the Human Signature in Linguistic Morphogenesis, 1992
- L'Enfant aux deux langues, Éditions Odile Jacob, 1996
- Le français, histoire d'un combat, 1996
- L'Homme de paroles: contribution linguistique aux sciences humaines, Fayard, 1996 (das Buch erhielt 1986 den Grand Prix de l'Essai der Société des Gens de Lettres und den Preis der französischen Akademie)
- Halte à la mort des langues, Éditions Odile Jacob, 2001
- Combat pour le français: au nom de la diversité des langues et des cultures, Éditions Odile Jacob, 2006
- Dictionnaire amoureux des langues, Éditions Plon-Odile Jacob, 2009